# Monopylephorus lacteus
Monopylephorus lacteus är en ringmaskart som först beskrevs av Smith 1900.  Monopylephorus lacteus ingår i släktet Monopylephorus och familjen glattmaskar. Inga underarter finns listade i Catalogue of Life.